# モール・ラッツ
『モール・ラッツ』（Mallrats）は、1995年に製作されたアメリカ映画。ヴュー・アスキューニバースの映画シリーズの2作目の作品である。

## ストーリー
コミックオタクで、定職にもつかないブロディとTSは親友同士。ある日、ふたりは同じ日に恋人に振られ、気分転換に地元のモールに遊びに行くことになる。しかし、そのモールではTSのガールフレンドであるブランディの恋人探しの企画が始まろうとしていた。

## キャスト
※括弧内は日本語吹替
- ブロディ・ブルース - ジェイソン・リー（西村智博）
- TS・クイント - ジェレミー・ロンドン（石田彰）
- ルネ - シャナン・ドハーティー（岡村明美）
- ブランディ - クレア・フォーラニ（水谷優子）
- シャノン - ベン・アフレック（平田広明）
- ジェイ - ジェイソン・ミューズ
- サイレント・ボブ - ケヴィン・スミス
- グウェン - ジョーイ・ローレン・アダムス
- トリシア - レニー・ハンフリー
- ウィラム・ブラック - イーサン・サプリー
- スタン・リー（上田敏也）
- スヴェニング - マイケル・ルーカー（渡部猛）
- イヴァンナ - プリシラ・バーンズ
- ロディ - スコット・モシャー
- ギル・ヒックス - ブライアン・オハローラン
- スティーヴ＝デイヴ - ブライアン・ジョンソン
- ウォールト・ザ・ファンボーイ - ウォルター・フラナガン
- ラフォーズ - スヴェン＝オーレ・トールセン